# Salix amplexicaulis
Salix amplexicaulis — вид квіткових рослин із родини вербових (Salicaceae).

## Морфологічна характеристика
Це кущ, який росте переважно в помірному біомі.

## Середовище проживання
Болгарія; Франція; Греція; Італія; Північна Македонія; Туреччина (у т. ч. європейська). Цей вид мешкає на вологих берегах, руслах річок і краях озер на висотах від 400 до 1450 метрів.

## Загрози
Немає відомих значних минулих, поточних або майбутніх загроз для цього виду.